# 셔틀버스
셔틀버스(Shuttle Bus)는 일정구간을 왕복하는 버스다.

## 대한민국
대학교와 회사에서 통근과 통학을 목적으로 운행하는 셔틀버스가 있다. 백화점과 마트에서도 셔틀버스를 운행한 적이 있었으나 시내버스 업계의 반발로 인해 2001년에 운행을 금지하였다.